# Durfòrt (Tarn)
Durfòrt (en francès Durfort) és un municipi francès situat al departament del Tarn i a la regió d'Occitània.

## Demografia
| 1962                                       | 1968 | 1975 | 1982 | 1990 | 1999 | 2007 |
| ------------------------------------------ | ---- | ---- | ---- | ---- | ---- | ---- |
| 213                                        | 301  | 274  | 326  | 300  | 270  | 289  |
| Des de 1962: població sense dobles comptes |      |      |      |      |      |      |

## Administració
| Període   | Identitat      | Partit |
| --------- | -------------- | ------ |
| 1959-2008 | Pierre Vergnes |        |
| 2008-     | Aimé Vialade   |        |